# Jamais vu
Dans la psychologie, un jamais vu est une expérience qui survient lorsqu'une situation qu'un individu reconnaît semble très peu familière.

## Psychologie
Souvent décrit comme l'opposé du déjà vu, le jamais vu implique une situation qui est déjà arrivée à l'individu malgré le fait qu'il pense ne l'avoir jamais vécue auparavant. Le jamais vu est plus communément décrit lorsqu'une personne ne reconnaît pas un mot (momentanément), un individu ou un endroit qu'elle connaît déjà. Le phénomène est lié au déjà vu et au presque vu.
Une des rares études scientifiques sur le sujet a été réalisée par le Pr Chris Moulin de l'Université Pierre-Mendès-France - Grenoble. Dans cette étude il a demandé à 92 volontaires d'écrire le mot "porte" 30 fois en 60 secondes. Selon ses résultats, 68 % des volontaires ont montré des symptômes de "jamais vu". Il a ensuite interprété cela comme un signe de fatigue mentale. 